# بنك الوقود النووي
بنك الوقود النووي هو النهج المقترح لتزويد البلدان للحصول على الوقود النووي المخصب، من دون الحاجة بالنسبة لهم لامتلاك تكنولوجيا تخصيب اليورانيوم. المفهوم الأساسي هو أن الدول التي لديها تكنولوجيا التخصيب ستتبرع بالوقود المخصب إلى "البنك"، والذي منه  ستقوم البلدان التي لا تمتلك تكنولوجيا التخصيب للحصول على الوقود اللازم لمفاعلات الطاقة الخاصة بهم.
منذ فترة طويلة، اقترح مفهوم توفير إمدادات مضمونة من الوقود النووي. وبالتالي تجنب حاجة البلدان من أجل بناء قدرة إنتاج للوقود النووي الأصلي باعتبارها وسيلة للحد من انتشار الأسلحة النووية في نهاية المطاف، وللقضاء عليها تماماً. النمسا، روسيا، والاتحاد الأوروبي، والولايات المتحدة، وغيرها دعمت المفاهيم المختلفة للبنك الدولي للوقود. وكانت العديد من الدول غير الحائزة للأسلحة النووية مترددة في تبني أي من هذه المقترحات لأسباب متفاوتة.